# 금동미륵보살반가사유상 (국보 제78호)
금동미륵보살반가사유상(金銅彌勒菩薩半跏思惟像)은 삼국 시대에 제작된 금동 미륵보살 반가사유상이다. 또한 금동미륵보살반가사유상은 1962년 12월 20일에 대한민국의 국보 제 78호 금동미륵보살반가상(金銅彌勒菩薩半跏像)으로 지정되었다가, 2010년 6월 28일 현재의 명칭으로 변경되었다.
불상은 오른쪽 다리를 왼쪽 무릎 위에 올려놓은 반가(半跏)의 자세로 앉아서 왼손을 오른쪽 다리 위에 두고 오른쪽 팔꿈치는 무릎 위에 붙인 채 손가락을 살짝 뺨에 대고 깊은 생각에 잠겨있는 모습이다. 이러한 형상을 하고 있는 불상을 일반적으로 반가사유상이라고 부른다.
본래 국립중앙박물관 상설전시관의 불교조각실 (301호)에 국보 반가사유상 전용전시실이 마련되어 금동미륵보살반가사유상 (국보 제83호)과 함께 번갈아 전시되었으나, 상설전시관 2층에 '사유의 방'이라는 이름의 전시실이 마련되어 2021년 11월 12일부터 국보 제83호 금동미륵보살반가사유상과 함께 전시되고 있다. 또한 2017년 6월에는 표면 부식을 막고 균열 부위를 보강하는 보존처리를 마쳤으며, 안정화 처리 과정에서 표면을 덮은 이물질이 제거돼 불상의 새김문양을 한층 분명하게 드러냈다. 오른쪽 어깨 부근 옷자락 일부와 보관 솟음장식의 균열부도 보강하였다.

## 반가 사유상
반가사유상은 불전(佛典)의 내용 중에서 석가가 태자였을 때 궁전에서 부귀영화를 누리며 안락하게 살아가고 있다가 어느 날 궁전 밖에는 생로병사(生老病死)라고 하는 고통의 삶이 있다는 사실을 깨닫게 되어 인생에 무상함을 느끼고 이러한 고통으로부터 중생들은 구제할 수 있는 방법을 찾기 위해 고뇌하는 태자사유상(太子思惟像)에서 유래된 도상이다.
이러한 반가사유상을 '미륵보살(彌勒菩薩)'로 부르게 된 것은 일본 야츄지(野中寺)에 있는 666년에 조성되었다고 하는 반가사유상에 '미륵상'이라는 명문이 기록되어 있기 때문이다. 그러나 중국의 경우는 반가사유상이 대부분 '태자사유상'으로 기록되어 있고 간혹 '용화수사유상(龍華樹思惟像)'이라는 명문도 발견되고 있다. 이 용화수란 석가불(釋迦佛)의 제자로서 미래에 성불(成佛)하리라는 언약을 받고 도솔천(兜率天)에 올라가 있는 미륵불이 석가 입멸 후 56억 7천만 년이 지난 뒤에 이 세상에 나타나서 남아 있는 모든 중생을 구제하기 위해 용화수 밑에서 세 번의 설법을 한다고 하는 미륵불의 하생(下生)을 상징하는 것이다.
한국에서는 경주 근교에 있는 단석산 신선사 마애불상군 중에 반가사유상이 '미륵석상'이라는 명문을 가지고 있으며 또 신라에서는 청년 귀족 집단인 화랑 제도와 미륵신앙을 연결시켜 흔히 '미륵보살반가상' 이라고 불렀다. 특히 삼국 시대인 6세기 후반부터 유행하기 시작하여 신라 중기까지 많은 반가사유상이 금동 또는 석조로 만들어졌다.

## 작품 설명

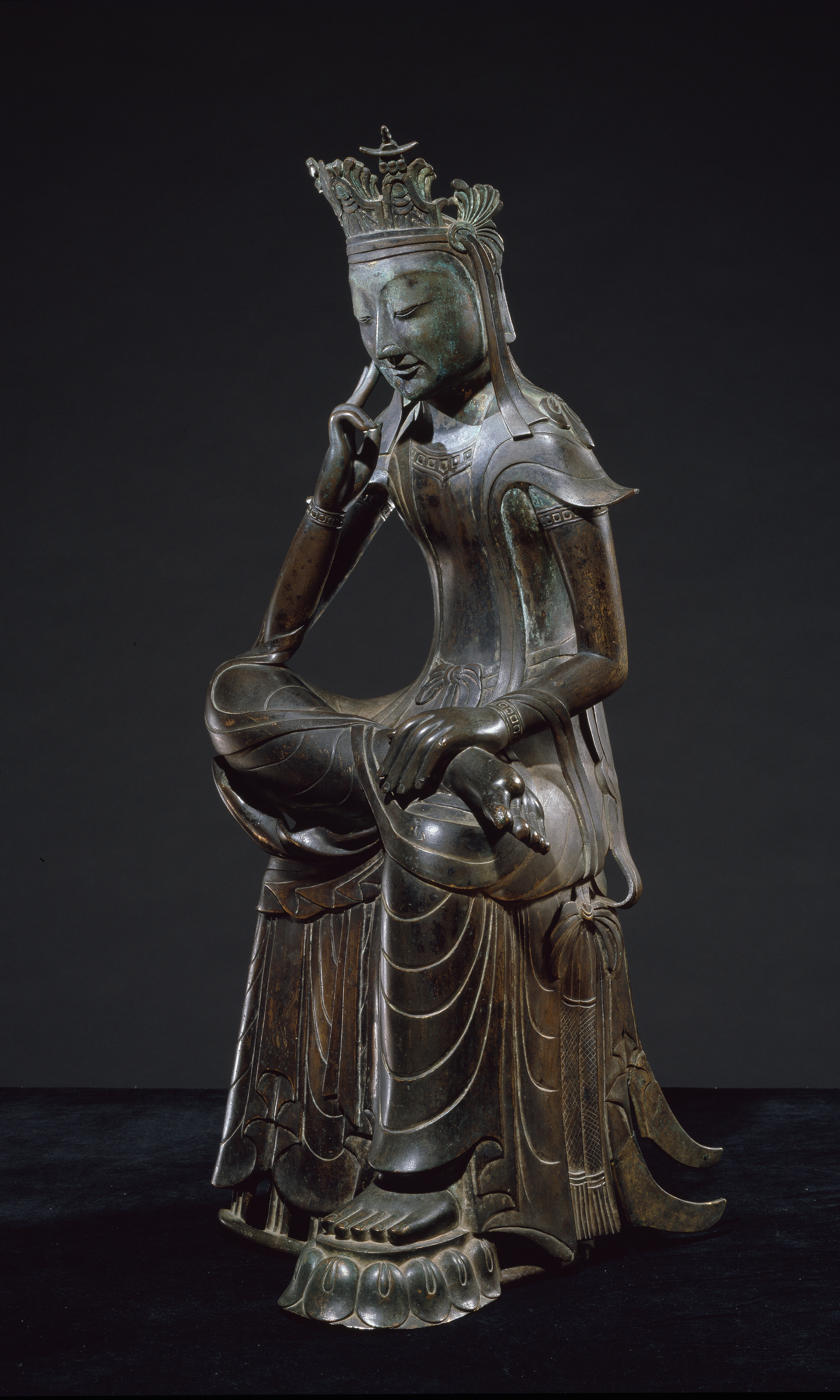
측면

국보 제78호 금동반가사유상은 머리에 특이한 형태의 삼면보관(三面寶冠)을 쓰고 있는데 보관 위에 초생달과 둥근 해를 얹어놓은 일월식(日月飾)의 장식이 표현되어 있어 일명 '일월식삼산관사유상(日月飾三山冠思惟像)' 이라고도 한다. 이러한 일월식 보관은 이란의 사산조(朝) 왕관에서 유래된 것으로 중국을 비롯하여 한국ㆍ일본에 이르기까지 나타나고 있다. 보관 밑으로는 관대(冠帶)가 양쪽 끝에 있는 둥근 고리를 통해 두 가닥으로 나뉘어 어깨 위에까지 내려와 있으며 목에는 가운데 끝이 뾰족한 굵은 목걸이가 장식되어 있다.
얼굴은 약간 네모난 편으로 눈을 가늘게 떴으며 코는 유난히 오똑하게 표현되어 있고 입가의 미묘한 미소 등에서 부드러운 곡선미가 잘 드러나 있다. 얇은 천의(天衣)는 양쪽 어깨에서 넓게 펴져서 양끝이 뻗어 있고 몸 앞쪽으로 내려온 천의자락은 무릎 부분에서 교차하여 다시 양 팔에 걸쳐 내려오다가 대좌 양쪽에서 리본으로 묶여져 있다. 이와 같이 날개처럼 뻗어있는 옷깃은 중국에서는 피건(被巾)이라 하며 북제(北齊) 후기에서 동위(東魏) 초기의 불상에서 많이 볼 수 있는 천의 형식이다. 허리에 걸친 군의(裙衣)는 띠 매듭으로 묶여 있는데 두 다리 위에 표현된 층단식 주름이나 대좌를 덮고 있는 Ω형의 옷 주름은 입체감이 없고 형식적이면서도 예리한 선으로 표현되어 있어 강인한 인상을 준다. 이 불상은 뒷모습까지도 완벽하게 조각되어 있는데 특히 천의가 U자형으로 길게 늘어지게 표현된 점이나 의자에 보이는 투각 장식은 매우 보기 드문 예에 속한다.
이 금동반가사유상에 보이는 날씬하면서도 탄력감 있는 신체표현과 날개와 같은 옷깃, X자형의 천의, 형식적인 옷 주름 표현 등은 대체로 중국 동위 및 서위의 불상양식이 반영되어 있는 것으로 국보 제83호 금동미륵반가상과 함께 6세기 후반경의 삼국 시대의 대표적인 불상이라고 할 수 있다. 이 반가사유상은 현재 출토지를 알 수 없어 그 제작지에 대해서 여러 설이 있는데 일반적으로 신라 시대의 불상으로 보고 있다. 그러나 근래에 와서는 전체적으로 둥근 맛이 적고 평면성이 강조되어 있는 직선 위주의 조형감 때문에 고구려 불상으로 보는 새로운 견해가 나왔다.

## 사진

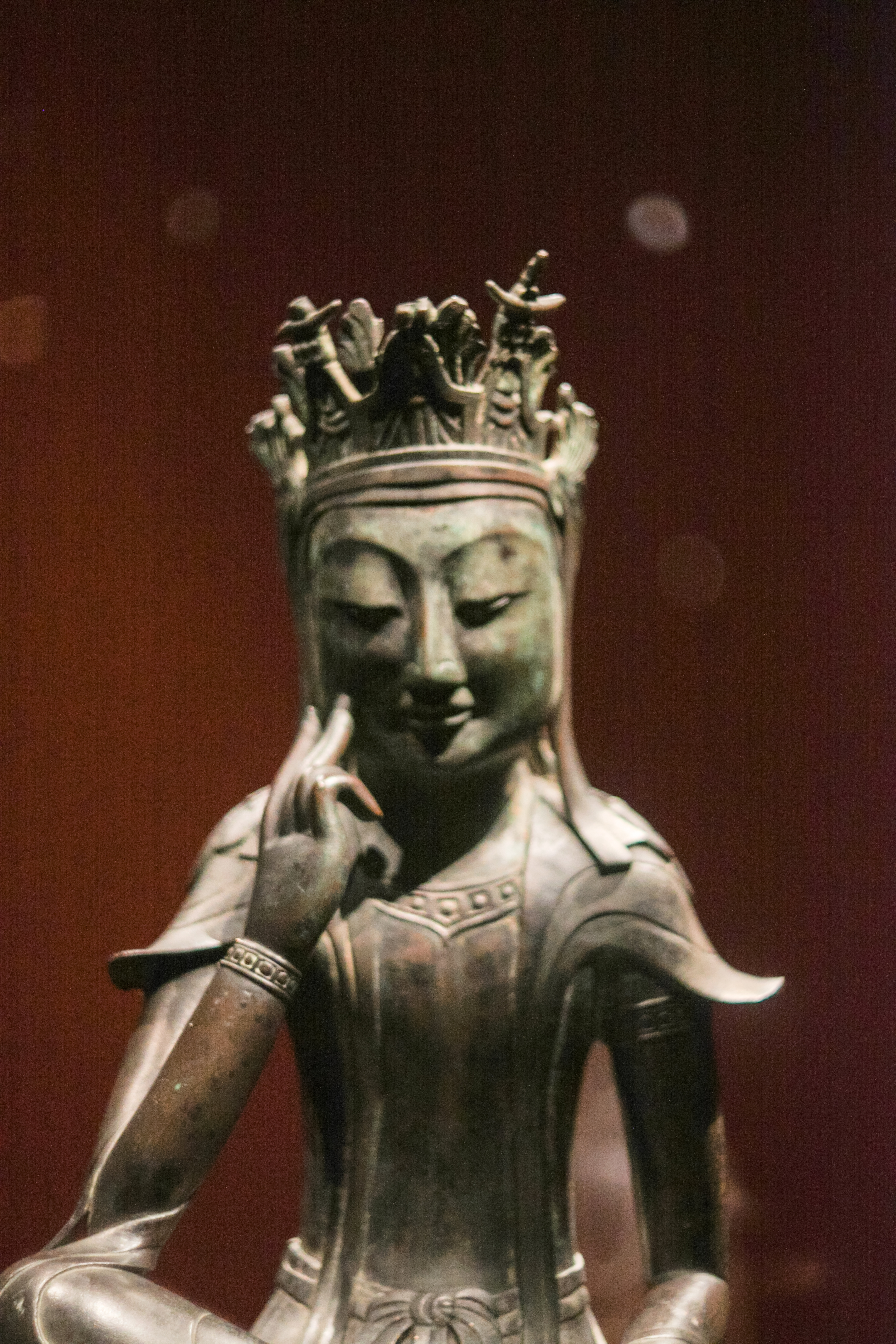
얼굴 정면
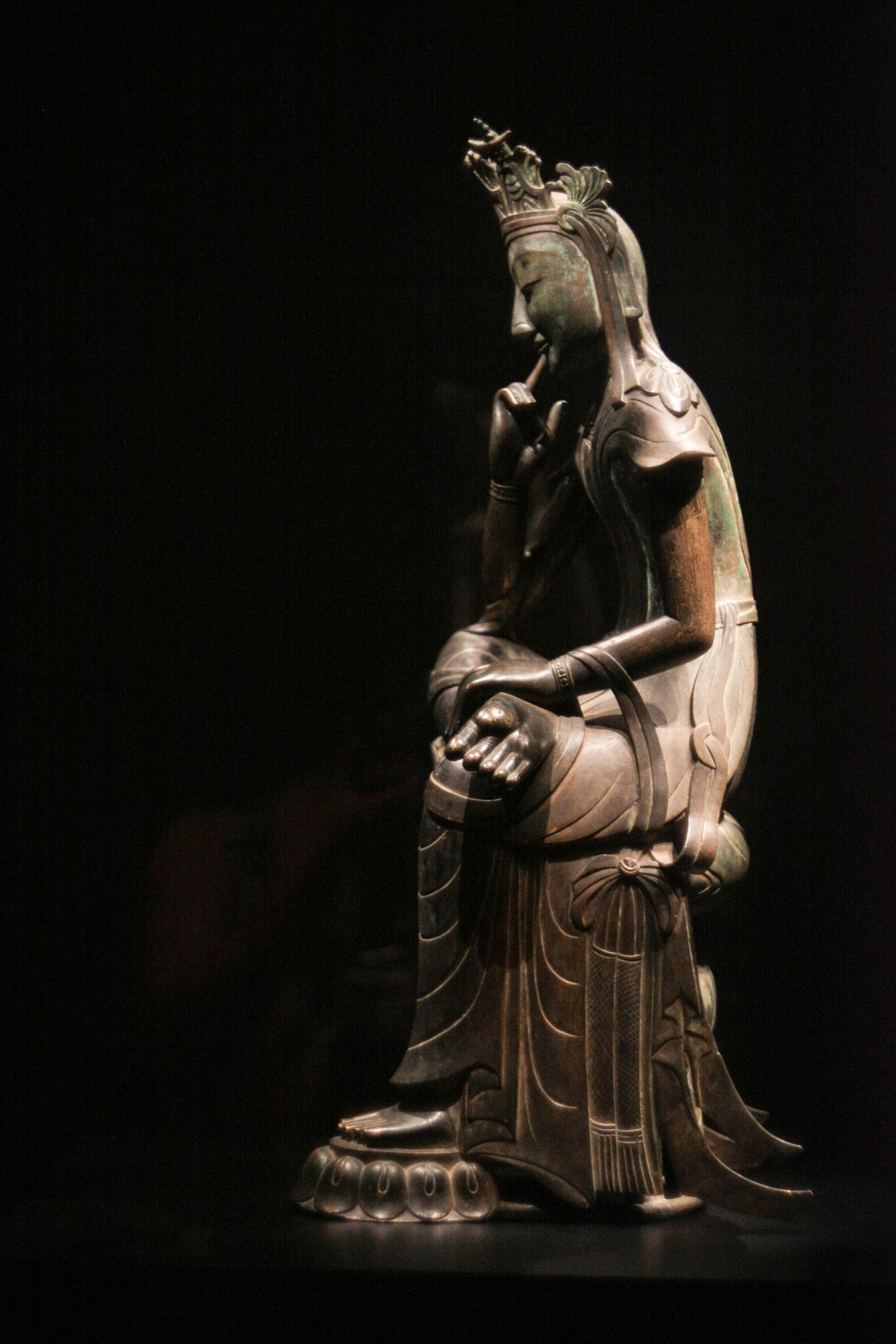
왼쪽 모습
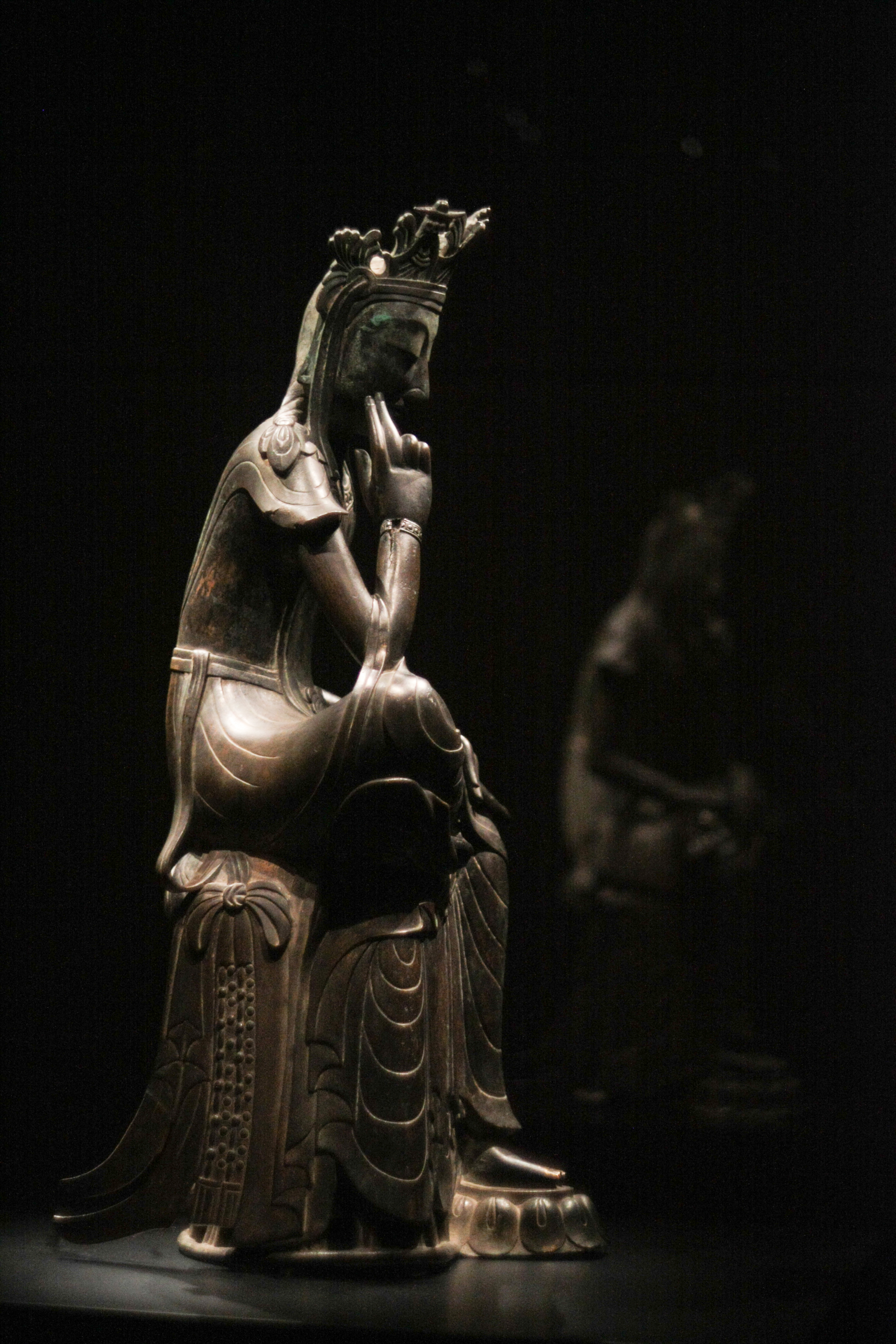
오른쪽 모습
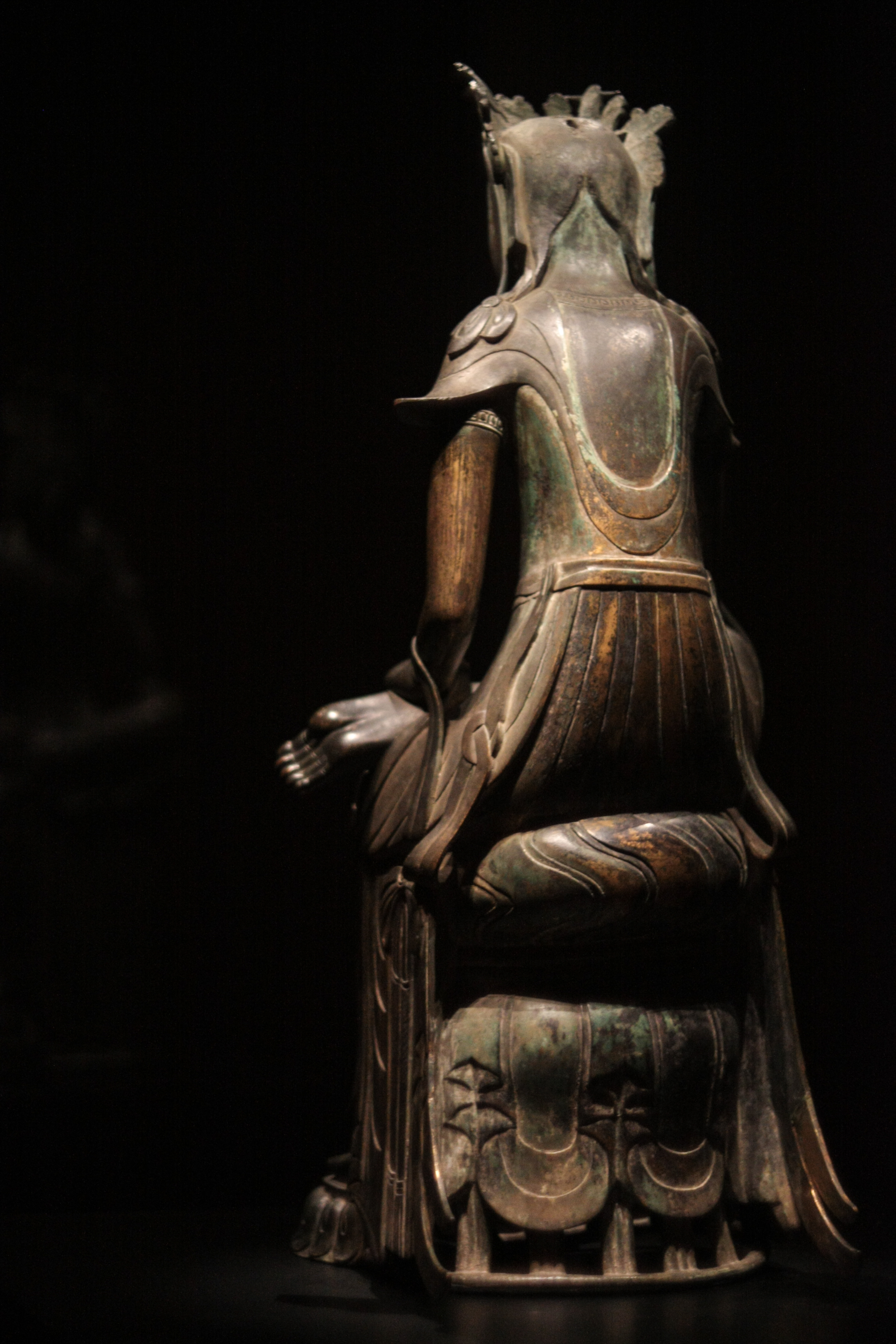
뒷모습

## 같이 보기
- 금동미륵보살반가사유상 (국보 제83호)

## 참고 자료
위키미디어 공용에 금동미륵보살반가사유상 관련 미디어 분류가 있습니다.
- 금동미륵보살반가사유상 - 국가유산청 국가유산포털

 본 문서에는 서울특별시에서 지식공유 프로젝트를 통해 퍼블릭 도메인으로 공개한 저작물을 기초로 작성된 내용이 포함되어 있습니다.